# Фернандес, Альберто (стрелок)
Альбе́рто Ферна́ндес Му́ньос (исп. Alberto Fernández Muñoz; род. 16 июня 1983 года, Мадрид) — испанский стрелок, выступающий в дисциплине трап. Олимпийский чемпион 2020 года в смешанных командах, трёхкратный чемпион мира и чемпион Европы.

## Карьера
Спортивную карьеру Альберто Фернандес начал в 1998 году. Долгое время он не имел особых успехов на международной арене, пока в 2006 году не стал бронзовым призёром европейского первенства по стендовой стрельбе.
В 2007 году на этапе Кубка мира в Корее стал вторым, завоевав свой первый в карьере кубковый подиум. Год спустя выступил на Олимпиаде в Пекине. Там испанец выступил неудачно: в квалификации он поразил только 106 мишеней из 125 и разделил последнее место со спортсменами из Боливии и Филиппин.
В 2010 году Фернандес стал чемпионом Европы, а позднее выиграл и мировое первенство, превзойдя опытного российского стрелка Алексея Алипова. В 2011 году одержал первую в карьере кубковую победу на этапе в Сиднее.
На своей второй Олимпиаде Фернандес вновь выступил неудачно. В квалификации он допустил 9 промахов и разместился на 25-й позиции.
На чемпионатах мира в Лиме и Лонато испанец дважды останавливался в шаге от медали, занимая четвёртые места. В начале 2016 года одержал несколько побед подряд, в том числе и на предолимпийском этапе в Рио-де-Жанейро, который состоялся за четыре месяца до старта Игр.